# La Guyonnière
La Guyonnière è un comune francese di 2 844 abitanti situato nel dipartimento della Vandea nella regione dei Paesi della Loira.

## Società

### Evoluzione demografica
Abitanti censiti